# جاك سكوت (لاعب دوري الرغبي)
جاك سكوت (بالإنجليزية: Jack Scott)‏ هو لاعب دوري الرغبي أسترالي، ولد في 1888 في Petersham, New South Wales ‏ في أستراليا، وتوفي في 1964 في جنوب أستراليا في أستراليا.